# Quarterly Journal of Economics
De Quarterly Journal of Economics (afgekort tot QJE) is een peer-reviewed wetenschappelijk tijdschrift dat wordt gepubliceerd door de Oxford University Press. De redactie geschiedt aan de economische faculteit van de Harvard University. De huidige redacteuren zijn Robert J. Barro, Elhanan Helpman en Lawrence F. Katz. De QJE is het oudste economische tijdschrift in de Engelse taal. De inhoud omvat alle aspecten van de economie - van de traditionele nadruk in de QJE op de microeconomie tot zowel de empirische als de theoretische macro-economie. Het is een van de meest prestigieuze tijdschriften in de economische wetenschap.

## Voetnoten
1. ↑  IDEAS/RePEc h-index for Journals.